# Skedalahed
Skedalahed är ett område 7 km öster om Halmstad längs väg 25.

## Historik
År 1857 började Skedala Hed att användas som samlings-, läger- och övningsplats för Hallands bataljon (I 28). Det byggdes  manskapsbaracker, officerspaviljong, underofficerspaviljong och officersmäss. Denna infanteribataljon slogs 1902 samman med Värmlands fältjägarkår (I 26) och bildade Vaxholms grenadjärregemente (I 26). 
I och med indelningsverkets upphörande genom ett kungligt brev den 27 september 1901, beslutades det att Västgöta-Dals regemente skulle 1902 påbörja att lämna sina rotar i Västergötland och flytta till Halland, varvid namnet ändrades 1902 till Hallands regemente (I 16). I väntan på att nya kaserner vid Göteborgsvägen i Halmstad stod färdiga, kom Skedalahed att vara förläggnings- och övningsplats för en av regementets bataljoner fram till 1906. Den andra bataljonen kvarstod vid Grunnebo hed fram till att regementet flyttade till Halmstad 1906.
Efter att regementet flyttat till Halmstad, kom övningsfältet och skjutbanan  i Skedalahed att användas i mindre omfattning fram till 1980-talet. Byggnaderna på Skedala Hed har under 1900-talet flyttats, bränts ner eller rivits. Halmstads kommun inköpte det före detta exercisfältet 2001.
När Halmstad-Bolmens Järnväg byggdes förlades Skedalaheds station hit. Redan under sommaren 1889 öppnades bandelen Halmstad - Skedala  för allmän trafik. Den smalspåriga järnvägen lades ner 1966 men stationshuset Skedalahed står kvar.

## Nutid
År 1959 restes en minnessten på Skedala Hed med inskriptionen,"Här vapenövades Kongl. Hallands Bataljon 1857-1901".
Snöstorps hemvärn bildades 1940. Nästan mittemot Allmogegården i Skedalahed ligger Snöstorps hemvärnsstuga. På Heden har det körts motocross och 1952-1953 liksom 1975-1978 kördes det motocrosstävlingar.
Ett nytt idrotts- och rekreationsområde invigdes 2013 på det före detta militära övningsområdet i Skedalahed. Den nya idrottsplatsen Skedalaheds Idrottspark är fotbollsklubben Snöstorp Nyhems FF, SNFF, nya hemmaanläggning. I områdets närhet finns även Skedala skjutbana där områdets skytteförening huserar. På Halmstads Brukshundsklubbs nya anläggning i norra delen av området ryms både klubblokal och plats för träning och tävling.
Sedan lång tid tillbaka finns i Skedalahed samlingslokalen, Snöstorps Allmogegård och en allt mer utbredd villabebyggelse. Mitt emot Skedalahed, på andra sidan av väg 25 ligger stadsdelen Brogård. Området tillhörde förr Snöstorps socken, numera Halmstads kommun.

## Galleri

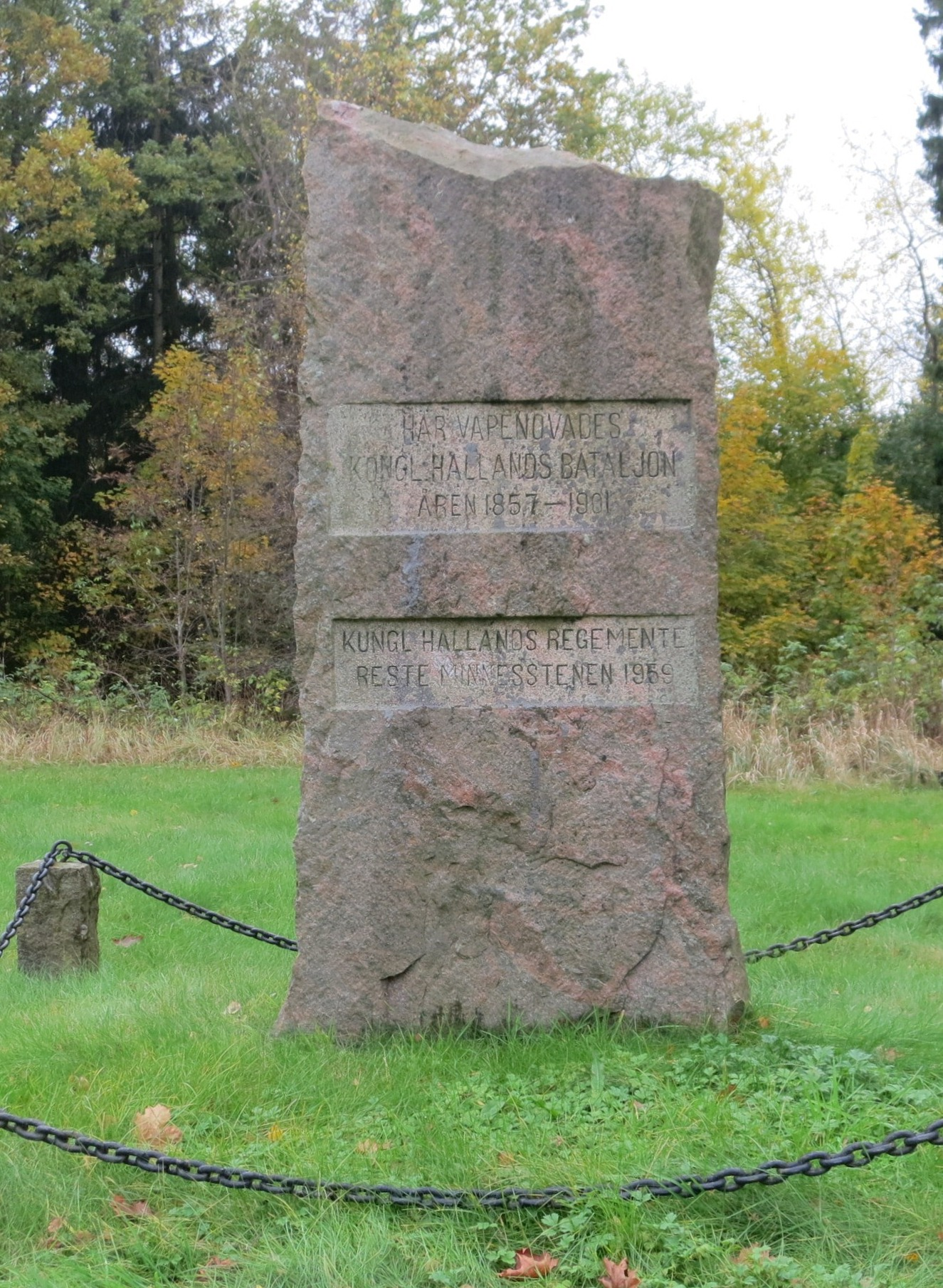
Minnessten vid Skedala Hed
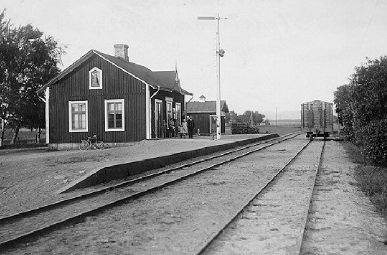
Skedala station
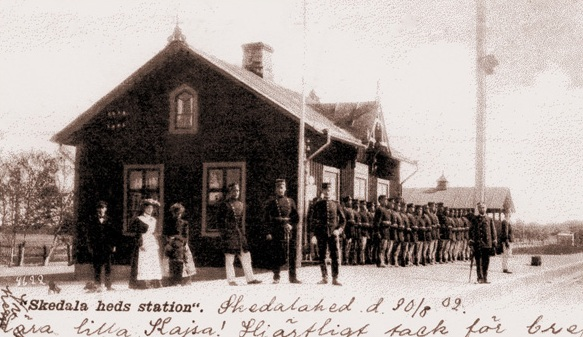
Soldater framför Skedala station 1902
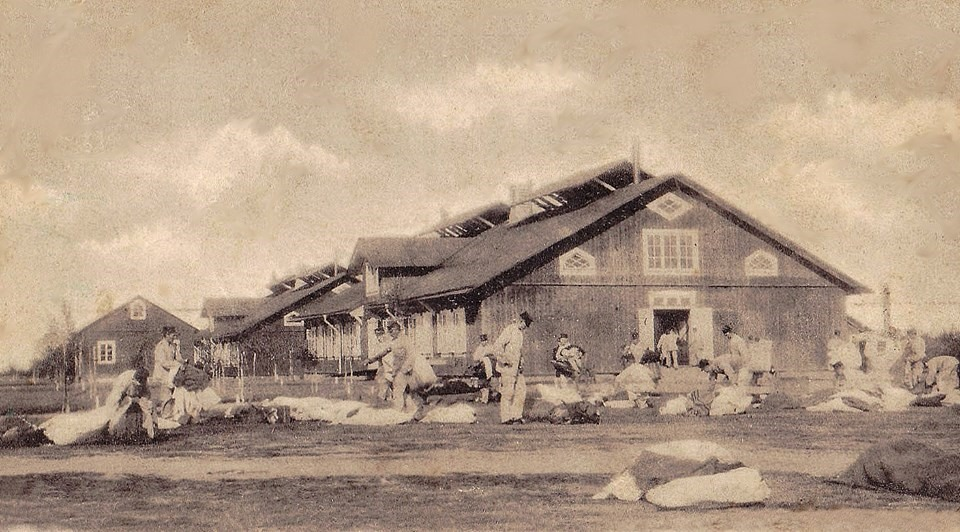
Motiv från sent 1800-tal

### Webbkällor
- Halmstad-Bolmens Järnväg
- Snöstorp/Nyhem FF
- Brukshundsklubben
- Snöstorps Allmogegård
- Halmstad/Snöstorps skytteförening
- Skedala Hed